# Iowa City
Iowa City è una città della contea di Johnson nello Stato dell'Iowa. Secondo la stima del Census Bureau del 2008, Iowa City aveva una popolazione totale di circa 67 830 abitanti, al quinto posto tra le città dello Stato.
Iowa City è il capoluogo della contea di Johnson e la sede dell'Università dell'Iowa. Iowa City è situata vicino alla città di Coralville e circonda la cittadina di University Heights, con la quale forma un'unica zona urbana. La città è il principale centro della Iowa City Metropolitan Statistical Area, che comprende le contee di Johnson e di Washington e questa area metropolitana ha una popolazione di circa 149.450.
Iowa City è stata la seconda capitale del Territorio dell'Iowa e la prima capitale dello Stato dell'Iowa. L'edificio Old Capitol è un monumento iscritto nel National Historic Landmark, ed è un'attrazione turistica che si trova nel centro del campus dell'University of Iowa, oltre ad essere parte integrante dell'università. L'University of Iowa Art Museum e la Plum Grove, la casa del primo governatore dell'Iowa, sono altre attrazioni turistiche.
Nel 2008, Forbes Magazine ha classificato Iowa City al secondo posto tra i Best Small Places For Business And Careers (piccole località metropolitane migliori per opportunità di studio e lavoro) negli Stati Uniti.

## Storia

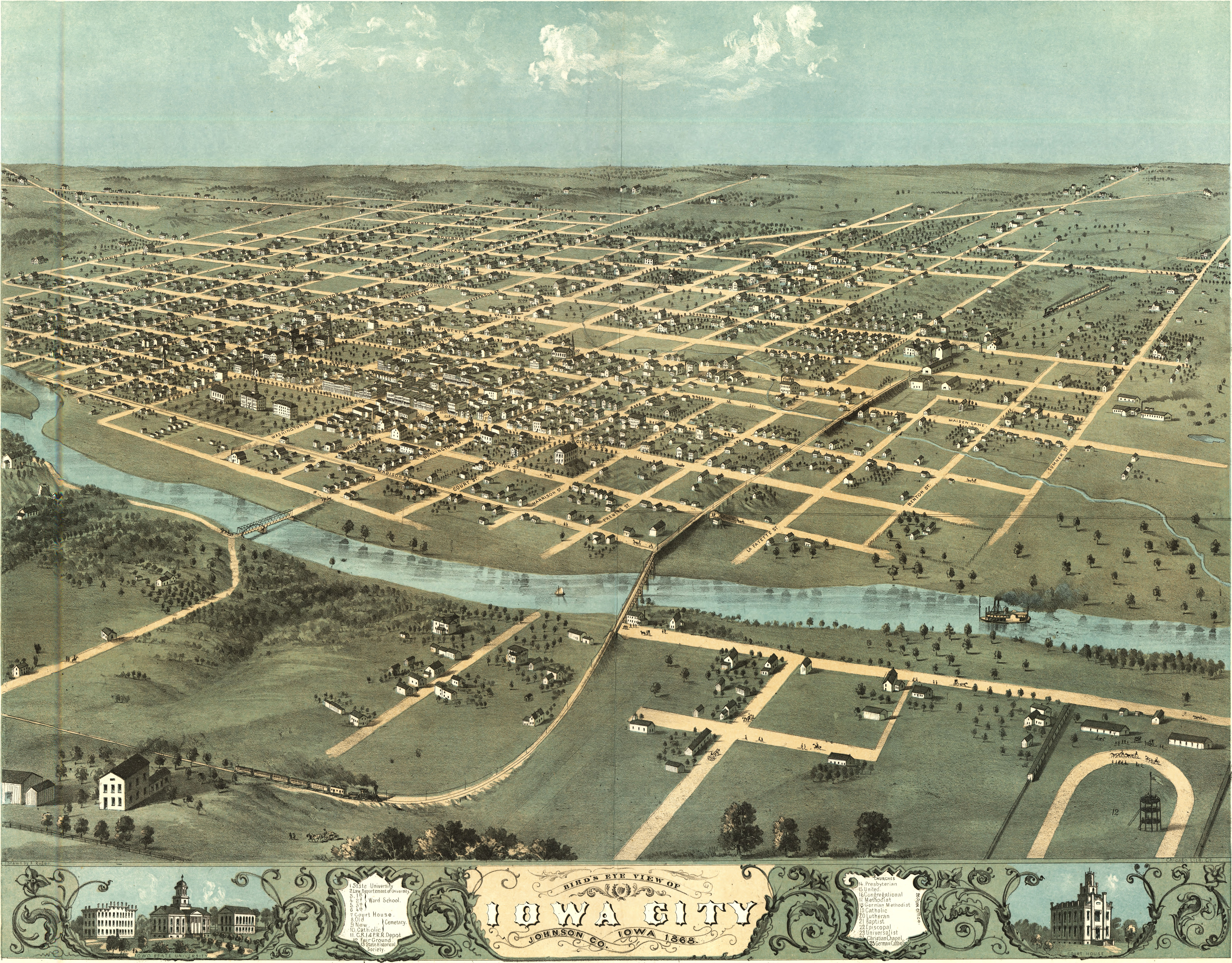
Iowa City vista dall'alto in una mappa del 1868 (circa)

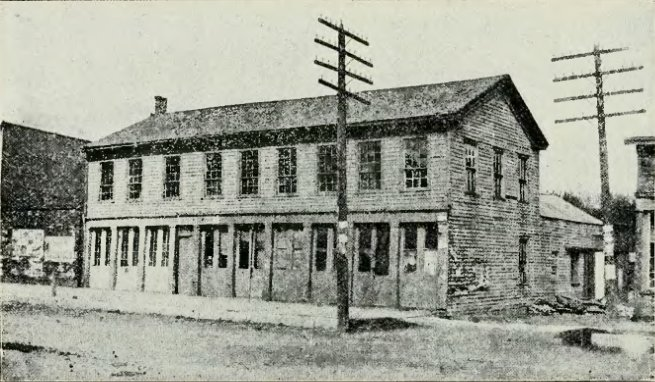
Prima sede a Iowa City dell'assemblea legislativa del Territorio Iowa (1841)

Iowa City fu creata con una legge dell'Assemblea legislativa dello Iowa il 21 gennaio 1839, esaudendo il desiderio del governatore Robert Lucas di spostare la capitale da Burlington e in un luogo situato in una zona più centrale del territorio. Il testo del provvedimento iniziava:
(Benjamin F. Shambaugh (1893) Iowa City: A Contribution to the Early History of Iowa State Historical Society of Iowa p. 18-19.)
I commissari Chauncey Swan e John Ronalds si incontrarono il 1º maggio a Napoleon, piccolo centro a sud dell'odierna Iowa City attualmente parte della città, per scegliere una sede per la nuova capitale. Il giorno successivo i commissari selezionarono un sito su un promontorio, lungo il fiume Iowa a nord di Napoleon, piantarono un palo nel centro del luogo proposto e iniziarono a pianificare la nuova città capitale.
Il commissario Swan, in una relazione all'assemblea legislativa di Burlington, descrisse il sito:
(Gerald Manshiem, (1989) Iowa City: An Illustrated History The Donning Co, Publishers, p. 25.)
Entro il giugno di quell'anno, la città era stata mappata e definita nella topografia da Brown Street a nord fino a Burlington Street, a sud, e dal fiume Iowa verso est fino a Governor Street.
Iowa City era stata scelta come capitale territoriale nel 1839, non lo divenne ufficialmente fino al 1841, quando cominciò la costruzione del Capitol. Il Capitol fu completato nel 1842 e le ultime quattro legislature territoriali e le prime sei della Iowa General Assemblies vi si riunirono fino al 1857, quando la capitale dello Stato fu trasferita nella città di Des Moines.

### Il tornado del 2006

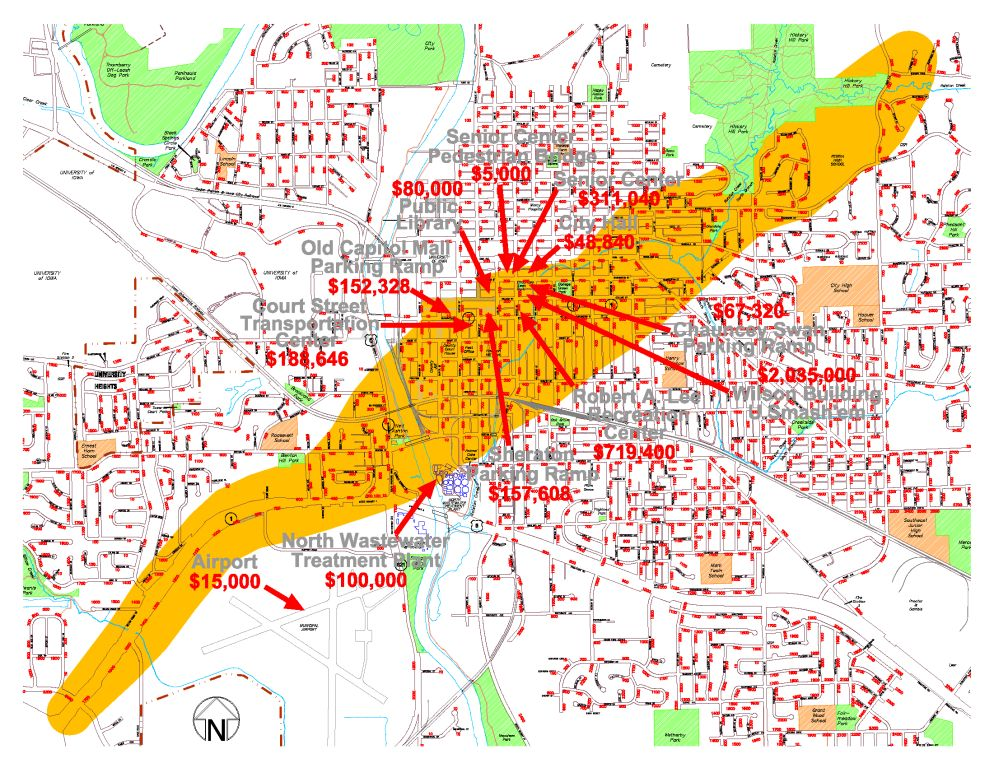
Il percorso del tornado nel centro di Iowa City

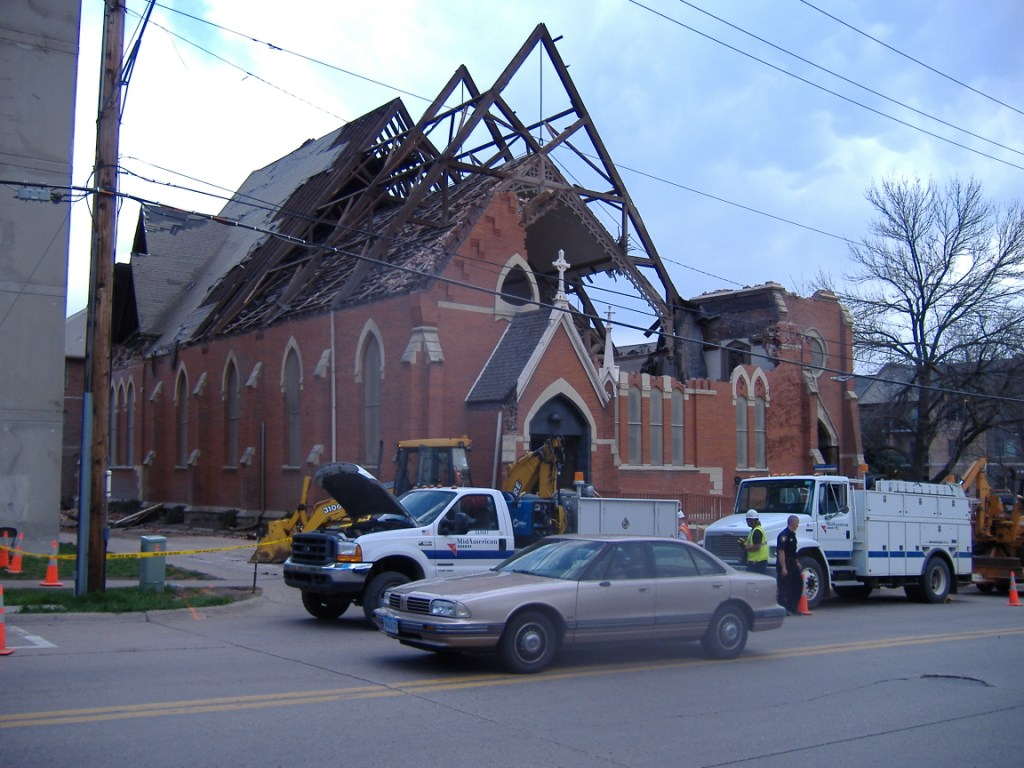
La Saint Patrick's Church danneggiata dal tornado

La sera del 13 aprile 2006, il tornado di intensità EF2
colpì Iowa City, provocando gravi danni alle cose e costringendo molti ad abbandonare le loro abitazioni, tra cui molti studenti dell'University of Iowa. Fu il primo tornado mai registrato che colpì direttamente la città. Nessun ferito grave fu segnalato nella zona di Iowa City, ma una persona in una zona rurale della contea di Muscatine morì in una tempesta causata dal tornado.
Il popolare fast food Dairy Queen, che era in attività da 54 anni, fu vittima della tempesta (ma riaprì a fine settembre), insieme a due grandi concessionarie auto e diverse altre imprese lungo la Riverside Drive e la Iowa Highway 1. La Saint Patrick's Catholic Church, vecchia di 134 anni, fu pesantemente danneggiata pochi minuti dopo la Santa Messa del giovedì e la maggior parte del tetto fu distrutta.
L'edificio fu dichiarato totalmente inagibile e demolito. Il quartiere degli affari, come la zona orientale residenziale e diversi parchi sparsi subirono danni di varia entità.
Anche alcune case nella zona detta delle sorority row (associazioni studentesche femminili) furono distrutte. La casa della Alpha Chi Omega fu quasi distrutta, anche se nessuno rimase ferito e l'edificio fu poi raso al suolo. I lavori di sgombero iniziarono quasi subito: le locali forze dell'ordine, volontari da tutto lo Stato, residenti di Iowa City e studenti universitari lavorarono insieme per restaurare la città. Il costo totale dei danni fu stimato in circa 12 milioni di dollari.

### L'inondazione del 2008

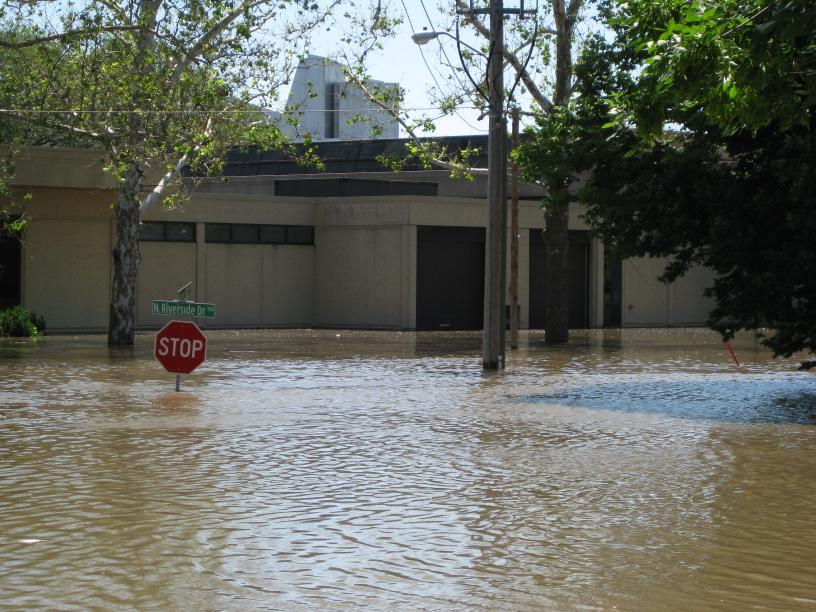
L'University of Iowa Museum of Art (North Riverside Drive) durante l'inondazione del 2008

Un quotidiano locale riporta che il 11 giugno 2008 l'acqua superò il canale di scarico di emergenza al lago artificiale di Coralville a nord di Iowa City.
Come risultato, la città e l'università furono gravemente colpite da inondazioni senza precedenti del fiume Iowa, che causarono danni diffusi alle proprietà e evacuazioni forzate in gran parte della città. Il venerdì 13 giugno 2008, il fiume Iowa era salito a un livello record di 30,46 metri (ore 17:00 CST, Central Standard Time) e un picco di circa 33 metri era previsto per mercoledì 18 giugno 2008. La più grande alluvione degli ultimi 500 anni causò danni sia lievi che catastrofici a causa dell'acqua inquinata che allagò rapidamente la città. Funzionari dell'University of Iowa constatarono che fino a 19 edifici dell'ateneo erano stati danneggiati. Ampi sforzi per portare altrove i materiali dalla principale biblioteca dell'università furono intrapresi e numerosi volontari cominciarono a costruire con sacchi di sabbia un argine massiccio nei pressi dell'edificio. Circa 300 milioni di dollari di oggetti d'arte, tra cui opere di Picasso, prima che gli edifici che le ospitavano fossero invasi dalle acque furono trasferiti al sicuro prima a Chicago e poi, nel gennaio 2009, a Davenport.
Il venerdì 13 giugno, ai dipendenti dell'università fu consigliato di rimanere in casa e di non spostarsi nella città; un comunicato cittadino avvertiva: "Se vivete nella zona est di Iowa City, restate nella zona est, se vivete nella zona ovest, restate nella zona ovest."
Il ponte di Burlington Street fu l'unico che rimase aperto, oltre al ponte della Interstate 80 a nord della città, per mantenere il collegamento tra i lati ovest e est del fiume Iowa. Il sabato 14 giugno i funzionari dell'Università di Iowa spensero la centrale elettrica primaria dell'università lungo il fiume Iowa per prevenire danni strutturali. Unità di emergenza continuarono a fornire energia per i servizi essenziali dell'ateneo, tra cui l'University of Iowa Hospitals and Clinics. L'acqua cominciò a lambire la parte inferiore del ponte di Park Road costringendo il Corpo degli Ingegneri dell'Esercito a praticare dei fori in diversi punti del ponte per consentire all'aria intrappolata sotto di uscire. Sempre il sabato, il sindaco Regenia Bailey emise un ordine di coprifuoco affinché nessuno, tranne le persone autorizzate dalle forze dell'ordine, stessero nel raggio di 100 iarde (90 m) in tutte le aree colpite dalle inondazioni tra le 20:30 e le 06:00.

## Geografia e clima
Iowa City è situata lungo il fiume Iowa.
La città ha una superficie totale di 24,4 miglia quadre (63,2 km²), di cui, 24,2 mi² (62,7 km²) di terra e 0,3 miglia quadre (0,8 km²), l'1,15% è coperta da acqua.
L'altitudine dell'aeroporto di Iowa City è 668 piedi (203,6 m) sul livello del mare.
| mese                       | gen.    | feb.    | mar.    | apr.    | mag.     | giu.     | lug.     | ago.    | set.    | ott.    | nov.    | dic.    | anno      |
| -------------------------- | ------- | ------- | ------- | ------- | -------- | -------- | -------- | ------- | ------- | ------- | ------- | ------- | --------- |
| Massima °C (°F)            | 0 (32)  | 1 (35)  | 7 (46)  | 16 (61) | 22 (73)  | 27 (82)  | 30 (87)  | 29 (85) | 25 (78) | 19 (67) | 9 (49)  | 2 (36)  | 16 (61)   |
| Minima °C (°F)             | -9 (15) | -7 (18) | -2 (27) | 3 (39)  | 10 (50)  | 15 (60)  | 17 (64)  | 16 (62) | 11 (53) | 5 (42)  | -1 (29) | -7 (19) | 4 (40)    |
| Precipitazioni cm (inches) | 3 (1,5) | 3 (1,4) | 5 (2,3) | 7 (3,0) | 10 (4,2) | 11 (4,7) | 10 (4,1) | 9 (3,9) | 9 (3,8) | 6 (2,7) | 5 (2,1) | 4 (1,6) | 89 (35,2) |
| Sorgente: Weatherbase      |         |         |         |         |          |          |          |         |         |         |         |         |           |

## Società

### Evoluzione demografica
Secondo il censimento del 2000, le persone erano 62 220, 25 202 nuclei familiari e 11 189 famiglie residenti nella città. La densità della popolazione era di 2 575,0 persone per miglio quadro (994,3/km²). Le unità abitative erano 26 083, con una densità media di 1 079,4 per miglio quadro (416,8 per chilometro quadro). La composizione razziale della città è 87,33% bianchi, 3,75% afroamericani, 0,31% indiani americani, 5,64% asiatici, 0,04% delle isole del Pacifico, 1,25% di altre razze e 1,68% di due o più razze. Ispanici o latini di ogni etnia erano il 2,95% della popolazione.
Il nuclei familiari erano 25 202, il 21,2% con bambini al di sotto dei 18 anni che vivevano con loro, il 35,2% erano coppie sposate conviventi, il 2% erano le famiglie con coppie dello stesso sesso (2000 US Census), il 3,7% con un capofamiglia di sesso femminile e marito assente ed il 55,6% non erano famiglie. Il 33,8% di tutte le famiglie erano costituite da singoli individui e il 6,1% da singoli di 65 anni o più di età. La dimensione media del nucleo familiare era di 2,23 persone e la dimensione della famiglia media era di 2,90.
Nelle città la popolazione era distribuita per età: il 16,2% inferiore ai 18 anni, il 32,8% dai 18 ai 24, il 28,1% fra i 25 e i 44, il 15,9% dai 45 ai 64 e il 7,0% dai 65 anni in su. L'età media era di 25 anni. Il rapporto in base al sesso era: 100 donne/96,2 uomini. Per ogni 100 donne dai 18 anni in su: 94,3 uomini.
Il reddito medio di un nucleo familiare era di 34 977 dollari e il reddito medio di una famiglia era 57 568 dollari. Gli uomini avevano un reddito medio di 35 435 dollari mentre per le donne era di 28 981 dollari. Il reddito pro capite nella città era 20 269 dollari. Circa il 2,7% delle famiglie e il 4,7% della popolazione era sotto la soglia di povertà, di cui il 10,2% sotto i 18 anni e il 3,0% con 65 anni o più.
Iowa City è comunemente conosciuta come una città universitaria. È sede della University of Iowa e di un piccolo campus del Kirkwood Community College.
La popolazione aumenta durante i mesi di attività scolastica.
Iowa City è con Stamford (Connecticut), l'area metropolitana degli Stati Uniti con la più alta percentuale di popolazione adulta con un diploma di bachelor o superiore, il 44 per cento degli adulti possiedono un diploma.

### Area metropolitana
La Iowa City Metropolitan Statistical Area comprende le contee di Johnson e Washington; la contea di Washington è stata aggiunta alla Metropolitan Statistical Area dopo il censimento del 2000. Al censimento del 2000 la popolazione era di 131 676 persone e veniva stimato che nel 2008 sarebbe stata di 149 437.
Iowa City è affiancata da Coralville e North Liberty. Il comune di University Heights è interamente contenuto all'interno dei confini di Iowa City, vicino al Kinnick Stadium. Tiffin, Solon e Hills sono altri piccoli centri a poche miglia.
Iowa City fa parte del "Cedar Rapids / Iowa City Technology Corridor". Un "corridoio" ricco di risorse intellettuali (università, istituti di ricerca e formazione) e industriali tra cui si generano sinergie che, con il supporto delle amministrazioni locali, favoriscono l'innovazione. Esso comprende oltre alle citate comunità le contee di Linn, Benton e Jones.
In questa area nel 2008 risiedeva una popolazione stimata in 404 889 unità.

## Economia
Iowa City è sede dell'University of Iowa Hospitals and Clinics (UIHC), l'unico centro medico specialistico (in inglese: tertiary healthcare) dello Stato. L'Holden Comprehensive Cancer Center di Iowa City è un centro per la cura dei tumori designato dall'NCI (National Cancer Institute), che negli Stati Uniti sono meno di 60.
La ACT (American College Testing, concorrente del SAT Reasoning Test), servizi di test per college e scuole superiori, ha sede a Iowa City.
Nel 1867, Forbes Magazine ha nominato Iowa City la terza Best Small Metropolitan Area negli Stati Uniti.
Nel giugno 2006, Kiplinger's Personal Finance classificò Iowa City decima nella lista delle prime 50 piccole località dove vivere.

## Arte e cultura

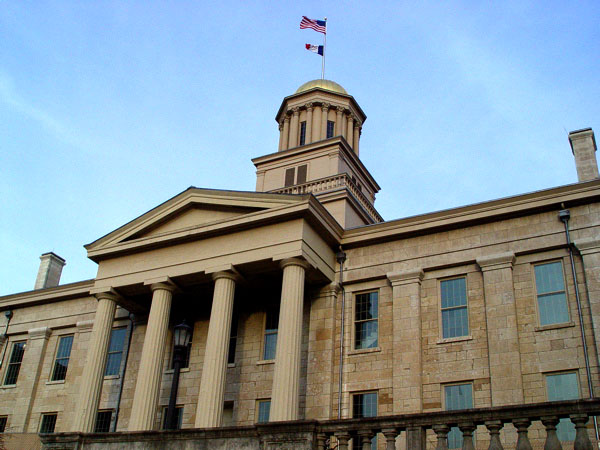
Il palazzo Old Capitol (febbraio 2005)

Nei primi anni 1970, l'Old Capitol è stato rinnovato e gli uffici amministrativi dell'Università sono stati trasferiti in Jessup Hall. Tutte le sale principali tranne una sono state riportate nell'aspetto a quando Iowa City è diventata la capitale dello Stato. Nel novembre 2001 la cupola ricoperta di foglie d'oro prese fuoco durante lavori di manutenzione. La cupola venne distrutta e l'edificio fu gravemente danneggiato.
Nel 2006, dopo le riparazioni, l'edificio riaprì al pubblico. Ora è sede di un museo, l'Old Capitol Museum, ma vi si tengono anche convegni, conferenze e spettacoli nella sala che in passato era il senato dello Stato.
Il patrimonio letterario della città è anche mostrato nell'Iowa Avenue Literary Walk, una serie di pannelli di bronzo in rilievo che riportano le parole degli autori e il loro nome.
I pannelli sono visivamente collegati da una serie di citazioni di carattere generale su libri e scritte impresse sul marciapiede di cemento. Tutti i 49 autori e drammaturghi presenti nel Literary Walk hanno avuto legami con Iowa.
Nel novembre 2008 l'UNESCO designò Iowa City come la terza City of Literature del mondo facendone una parte del UNESCO Creative Cities Network.
Nel 2004, l'Old Capitol Cultural District è stato uno dei primi distretti culturali e certificati dallo Stato dell'Iowa. Il distretto si estende dal Pentacrest dell'University of Iowa,
a sud al Johnson County Courthouse, a est al College Green Park e del nord fino allo storico Quartiere Northside.
La rivista Utne Reader nel suo sondaggio del 1997 sulle "10 città più progressiste d'America" (America's 10 Most Enlightened Towns) ha posto Iowa City all'ottavo posto.
Nel numero di febbraio 2010 della rivista che si occupa di LGBT, The Advocate, ha pubblicato un articolo intitolato "Gayest Cities in America", in cui esaminava 15 città dal punto di vista delle risorse gay-friendly; Iowa City risultava terza davanti a Bloomington, Indiana e dietro a Burlington, Vermont.
L'articolo è stato riportato e discusso nel giornale studentesco universitario The Daily Iowan.

### Eventi culturali
Iowa City ha una varietà di eventi culturali. Ha una notevole storia letteraria ed è la sede dell'Iowa Writers' Workshop, tra i cui laureati vi sono John Irving, Flannery O'Connor, T.C. Boyle e molti altri autori statunitensi di primo piano; un importante master in Non-Fiction Writing Program e uno in Playwrights Workshop; l'Iowa Summer Writing Festival e l'International Writing Program che ha ospitato scrittori di più di 120 paesi e il cui fondatore, il poeta e scrittore Paul Engle, per questa iniziativa è stato nominato per il Premio Nobel per la pace nel 1976.
Iowa City promuove anche vari eventi che vanno sotto il nome di Summer of the Arts. Tra questi un festival jazz rinomato a livello nazionale, un festival delle arti, cinema all'aperto d'estate e concerti gratuiti ogni venerdì sera nel centro commerciale pedonale (Ped Mall).
The Iowa Biennial Exhibition (TIBE) iniziò nel 2004 come sondaggio internazionale sulla grafica d'arte contemporanea in miniatura ha tenuto la sua prima mostra presso la University of Iowa. L'edizione del 2006 ha ricevuto una nomination nel 2007 "Icky" Premio di Visual Arts Programming dalla Iowa Cultural Corridor Alliance (ICCA) per la sua mostra presso la University of Iowa's Project Art Gallery.
Nel 2007 il Landlocked Film Festival è stato fondato come organizzazione indipendente. Il Summer of the Arts è stato uno dei numerosi patrocinatori. Molti degli eventi del Landlocked Film Festival si sono tenuti presso lo storico Englert Theatre di Iowa City.

### Luoghi interessanti

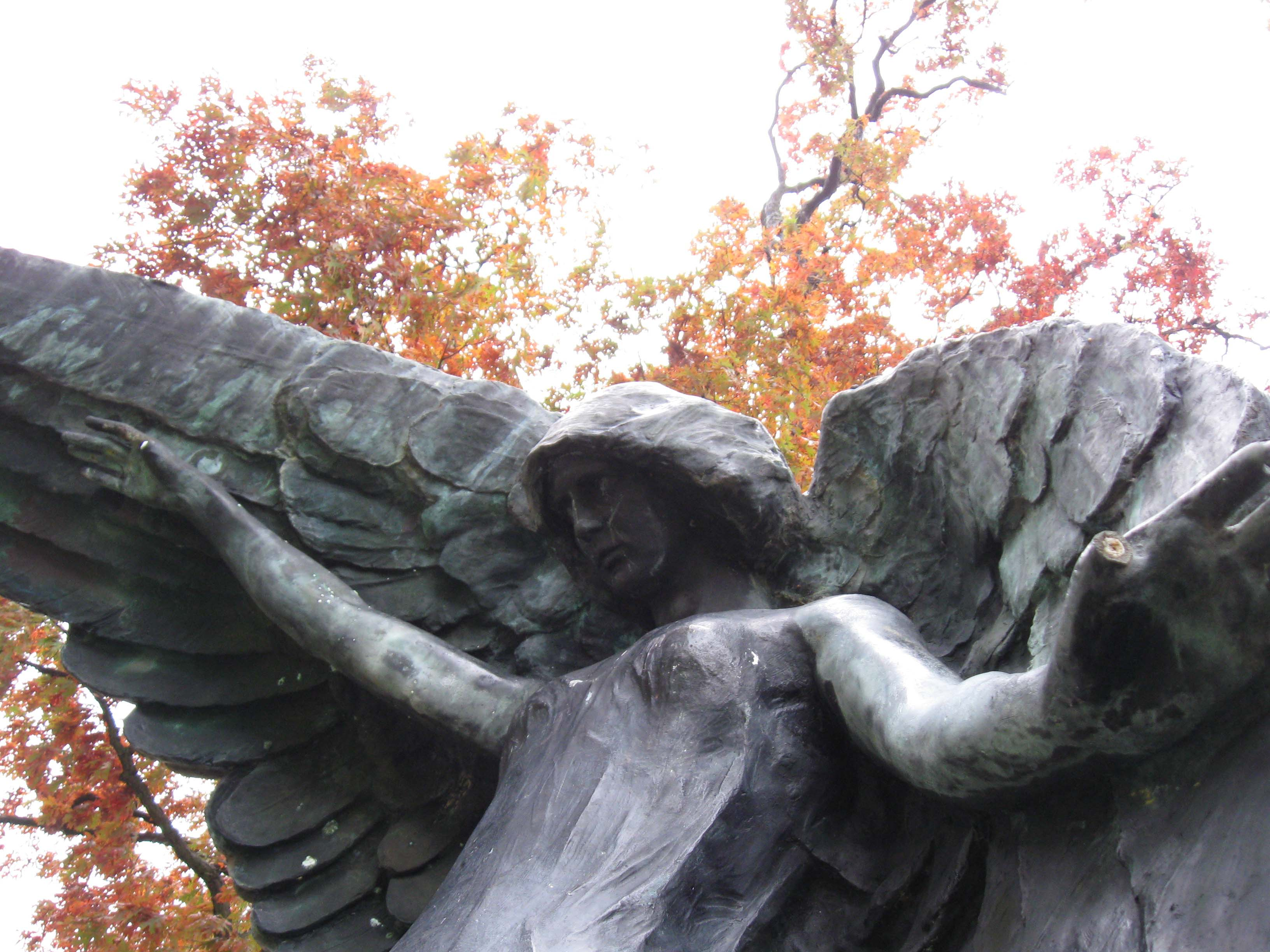
Dettaglio della statua Black Angel, Cimitero Oakland

- L'Hancher Auditorium ospita spesso eventi teatrali, di danza e spettacoli musicali di rilevanza nazionale e nel corso degli ultimi 20 anni ha allestito più di 100 opere di musica, teatro e danza. Questa struttura è stata gravemente danneggiata durante l'alluvione del 2008 ed è in previsione la ricostruire dell'edificio in una posizione più elevata, lontano dal fiume Iowa.
- Hamburg Inn No. 2, un ristorante a conduzione familiare, è una tappa preferita nelle campagne dei candidati politici. È comparso in una puntata del 2005 del dramma politico West Wing - Tutti gli uomini del Presidente. È stato anche frequentato nelle campagne elettorali da molti presidenti americani, tra cui Bill Clinton e Ronald Reagan. È stato citato nel New York Times per il suo rinomato frappé "pie shakes".[senza fonte]
- L'Oakland Cemetery: contiene le tombe di persone note del luogo e la statua del "Black Angel".
- Plum Grove Historic House fu la residenza di Robert Lucas, il primo governatore dell'Iowa e della scrittrice Eleanor Hoyt Brainerd.
- I Moffitt cottage, costruiti in uno stile architettonico spontaneo, sono sparsi attorno alla parte orientale di Iowa City.[50] "Queste mistiche dimore hanno l'aspetto di case costruite da elfi germanici per folletti irlandesi" come uno scrittore li ha descritti.[51]

Luoghi presenti nel National Register of Historic Places
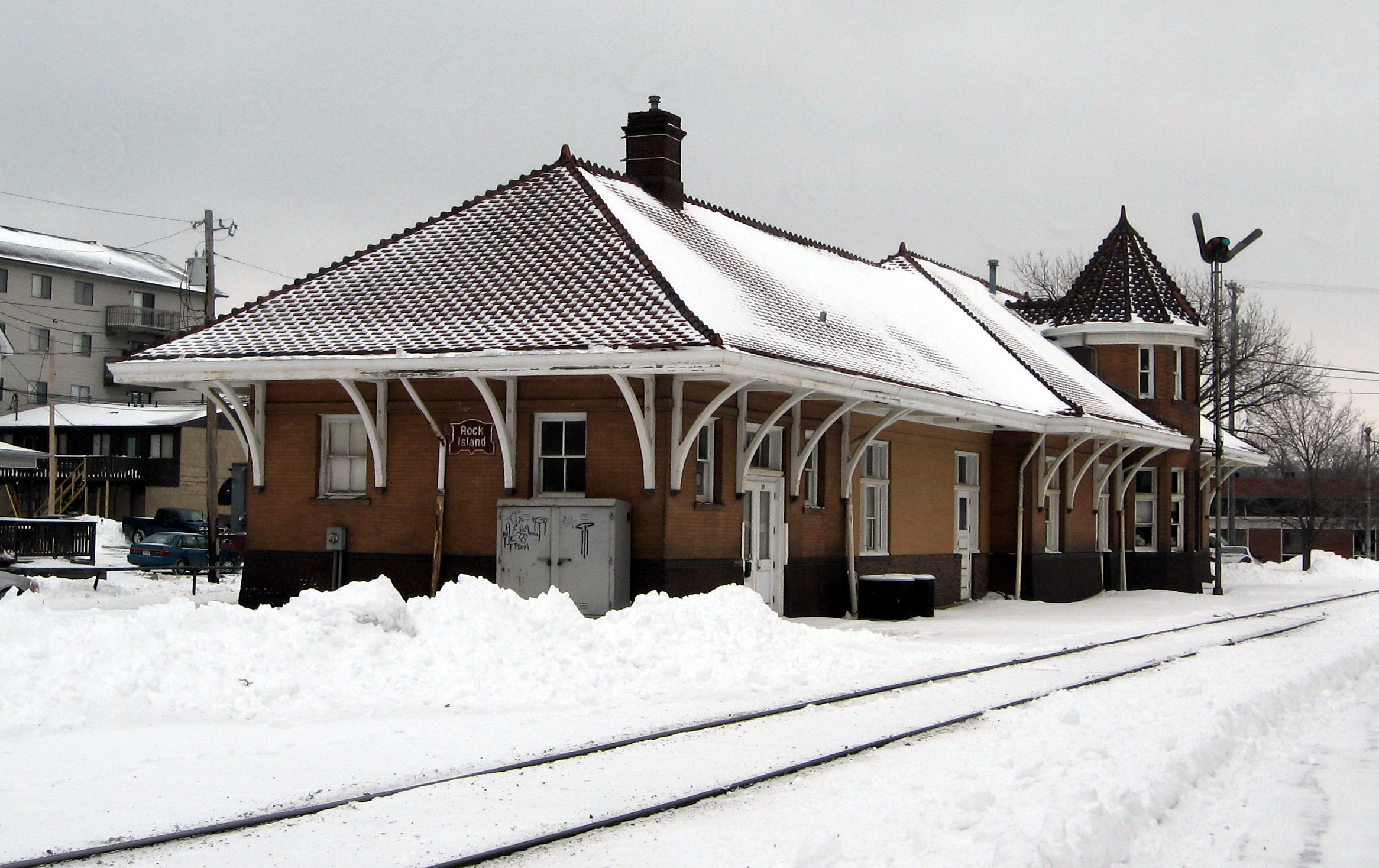
La vecchia stazione ferroviaria (1898)
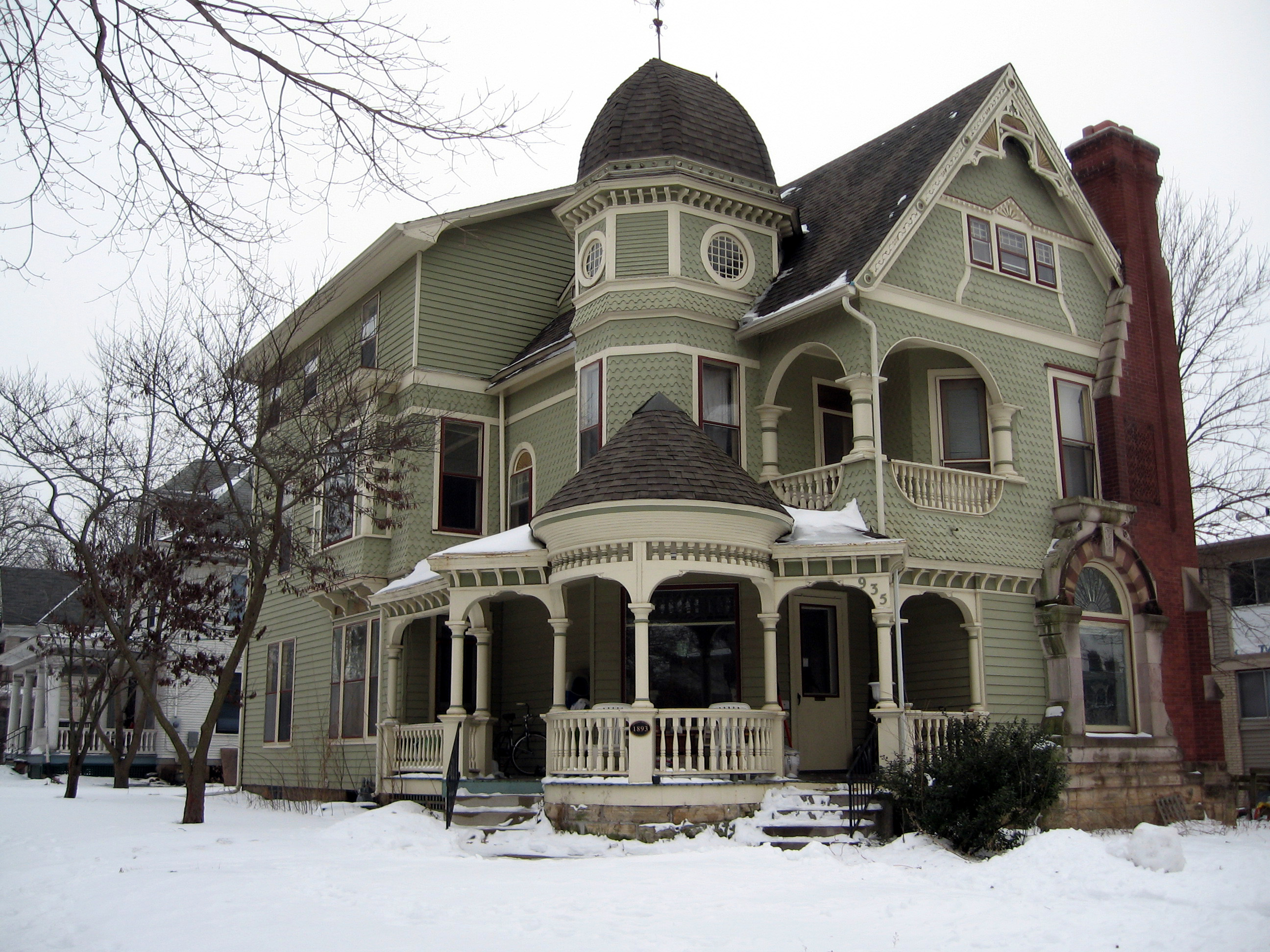
Linsay House
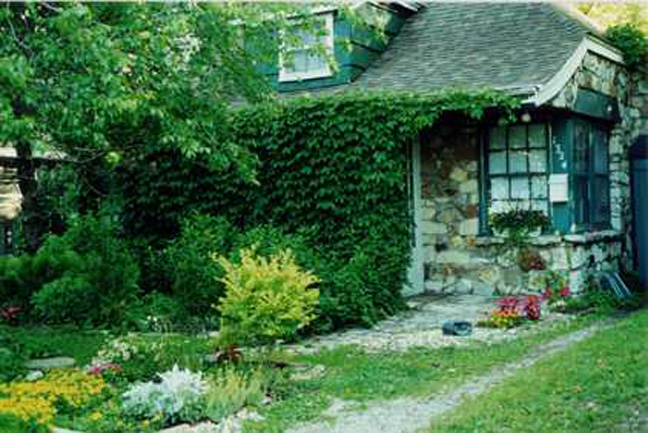
Moffit cottage (1324 Muscatine Avenue)
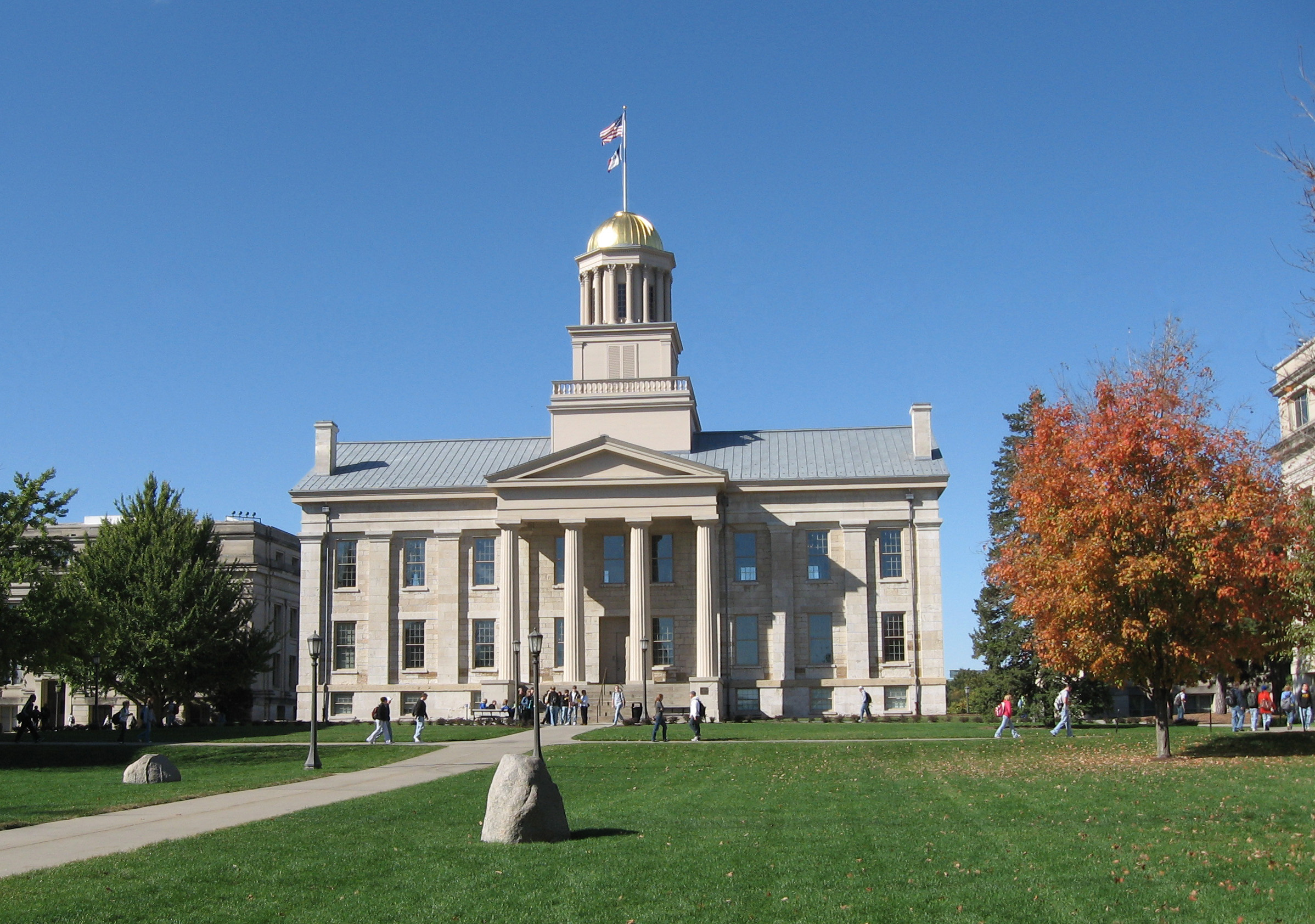
Old Capitol
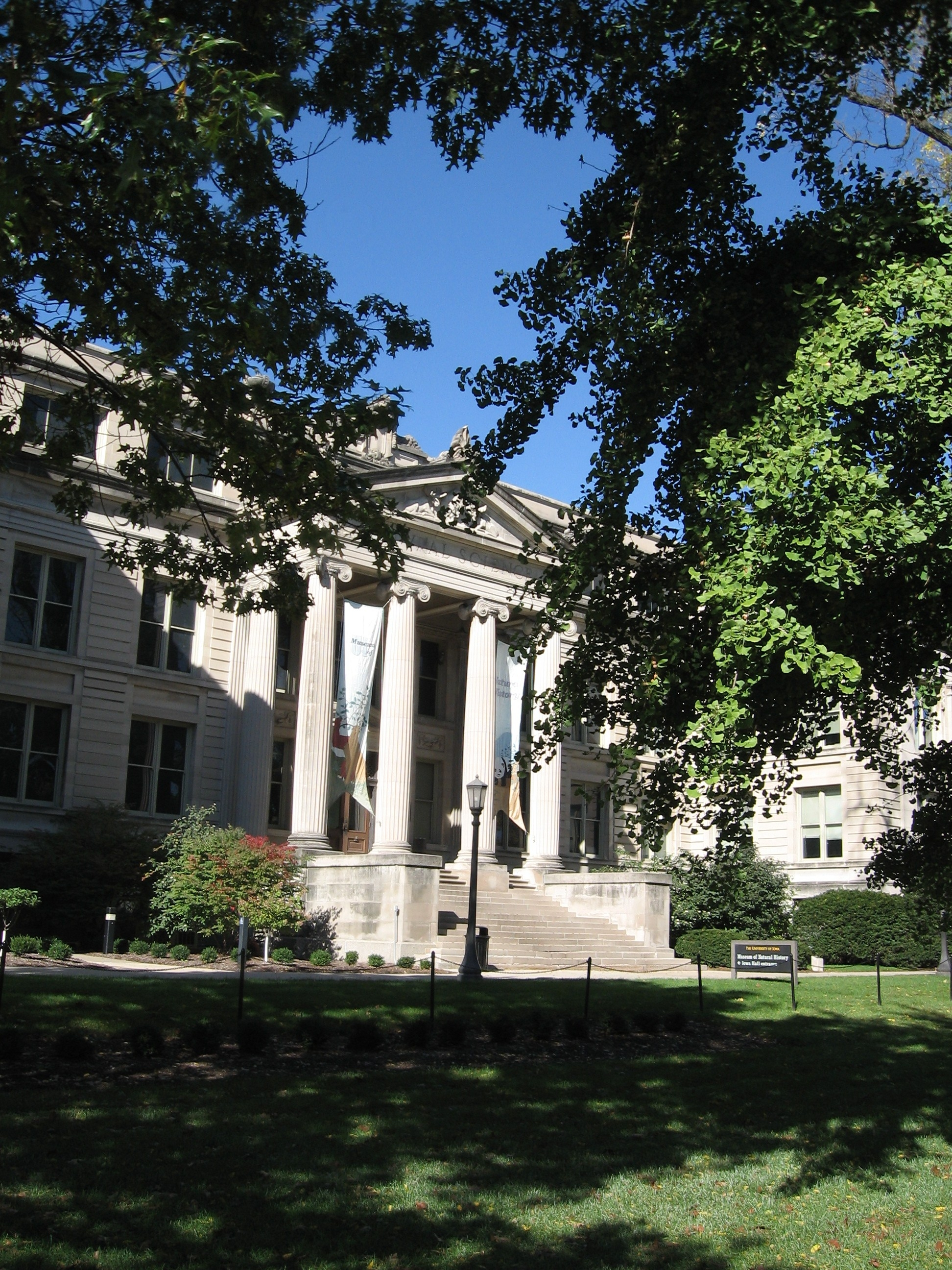
Pentacrest
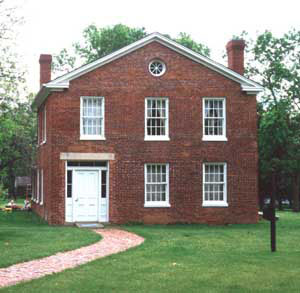
Plum Grove
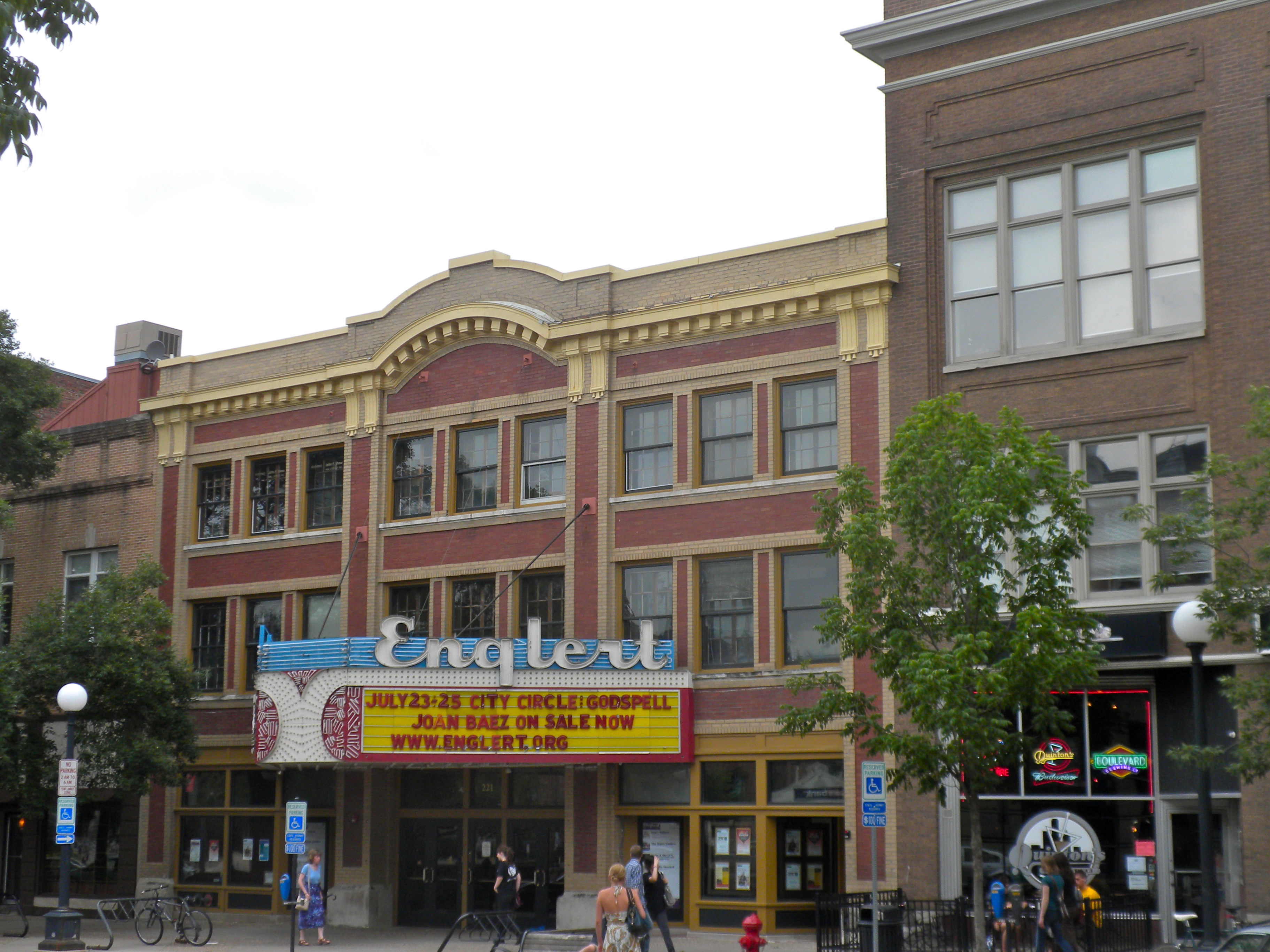
Englert Theatre

### Il centro pedonale
La City Plaza (comunemente chiamata il Pedestrian Mall o semplicemente Ped Mall) è un luogo di ritrovo per studenti e cittadini e attira grandi folle in estate per i suoi eventi come le Friday Night Concert Series, l'annuale Iowa City Jazz Festival e l'Iowa City Arts Festival.
Nel Ped Mall si trovano ristoranti, bar, negozi, alberghi e la biblioteca Iowa City Public Library. È noto perché vi si trovano vari artisti e musicisti locali.
Il primo Panchero's Mexican Grill fu aperto nel 1992 accanto al campus dell'università ed è il posto più noto in città dove si può mangiare a notte tarda.

## Sport
Iowa City è sede delle squadre di atletica della University of Iowa, note come gli Iowa Hawkeyes. Membro della Big Ten Conference, la squadra di calcio gioca nel Kinnick Stadium, mentre le squadre maschili e femminili di pallacanestro, pallavolo e di wrestling competono nella Carver-Hawkeye Arena.
Iowa City ha due scuole medie superiori pubbliche, la City e la West, membri della Mississippi Valley Conference.

## Parchi e svaghi
Hickory Hill Park è una grande area naturale sul lato nord della città di 185 acri (75 ha).

## Governo
Iowa City è governata da un consiglio comunale eletto di sette membri: quattro eletti da tutto il corpo elettorale (in inglese: at-large) e tre dai singoli distretti.
I due membri del consiglio eletti da tutti gli elettori che ricevono il maggior numero di voti ed i tre membri eletti dai distretti restano in carica per quattro anni. Gli altri due membri eletti da tutti gli elettori, restano in carica per due anni. Il sindaco e il suo sostituto sono eletti dal consiglio fra i suoi membri per un mandato di due anni. Gli attuali membri del Consiglio di Iowa City sono:
- Matt Hayek (Sindaco, at-large)

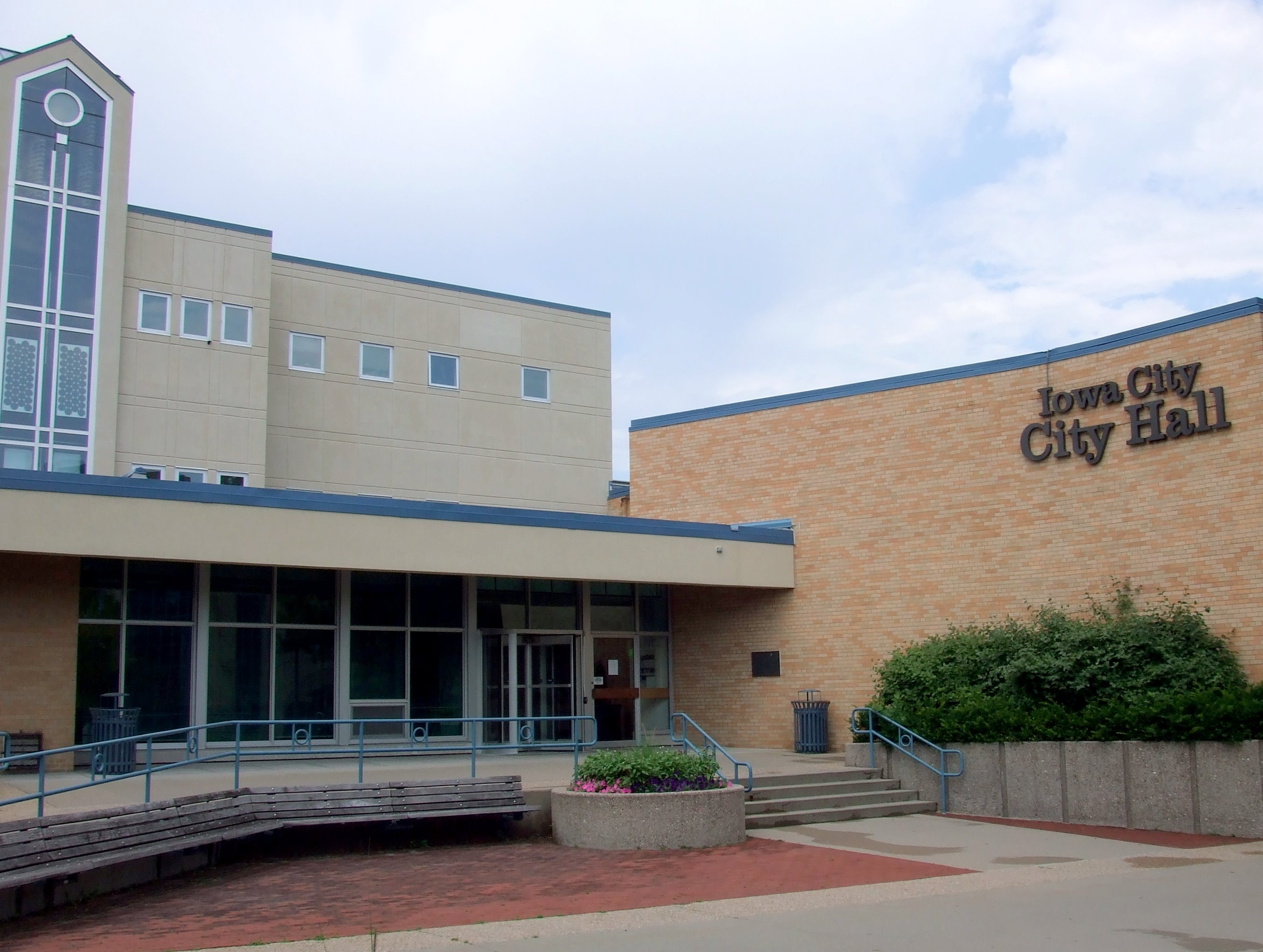
Municipio di Iowa City

- Ross Wilburn (sostituto del sindaco, Distretto A)
- Connie Champion (Distretto B)
- Regenia Bailey (Distretto C)
- Mike Wright (at-large)
- Dickens Terry (at-large)
- Mims Susan (at-large)

In questa forma di council-manager government i poteri della città sono attribuiti al consiglio comunale. Il consiglio è responsabile per la nomina del City manager (attualmente è Tom Markus) che attua le decisioni politiche del consiglio comunale, impone ordinanze e nomina i funzionari della città. Il consiglio nomina anche il procuratore della città e cancelliere della città.
Iowa City è atipica in quanto è una delle sole quattro città nell'Iowa in cui il sindaco è scelto dal consiglio comunale tra i suoi membri. Il sindaco rimane in carica per due anni, ha un voto in consiglio, rappresenta il quartiere o la cittadinanza at-large da cui è stato eletto. Il sindaco è soprattutto una figura rappresentativa o un "primus inter pares", con qualche potere di fissare gli ordini del giorno e gli incontri principali, oltre a essere il volto pubblico di governo della città.

## Media
Tre sono le stazioni radio con sede fuori dalla University of Iowa. Due sono diventate parte della rete a diffusione statale Iowa Public Radio: WSUI (910 kHz AM), un'affiliata della National Public Radio e ideatrice di alcuni programmi di informazione e di conversazioni, e KSUI (91,7 kHz FM), che trasmette musica classica e concerti di orchestre classiche dell'Iowa, compagnie di opera e altri artisti e interviste. La radio KRUI (89,7 kHz FM) è una stazione radio gestita da studenti dell'Università.
Clear Channel Communications possiede due delle stazioni radio commerciali della zona di Iowa City: KXIC (800 kHz AM), una stazione di notizie/conversazioni e KKRQ (100,7 kHz FM), una stazione di rock classico.
KCJJ (1630 kHz AM) è una stazione indipendente, con potenza di trasmissione di 10 000 watt di radio talk e adult contemporary music che trasmette dagli studi di Coralville. Un'altra stazione abilitata è KRNA (94,1 kHz FM), che attualmente trasmette da Cedar Rapids ed è gestita da Cumulus Media. Altre stazioni radio di città vicine, tra cui Cedar Rapids e Quad Cities coprono anche l'area di Iowa City.
Nel corso degli anni nella città erano presenti anche una serie di radio pirata, sia con trasmettitori mobili che con elaborati studi fissi. La più potente opera attualmente con il nome di Radio Iowa City sulla frequenza di 87,9 MHz.
Iowa City e la contea di Johnson fanno parte del Cedar Rapids-Waterloo-Iowa City-Dubuque media market, che è classificata 87ª da Nielsen Media Research per la stagione TV 2007-2008.
Due stazioni televisive, Kiin canale 12 (PBS) e il canale KWKB 20 (CW e MyNetwork TV), sono abilitate a Iowa City.
KCRG-TV 9, affiliata ABC di Cedar Rapids, mantiene una sede locale nel centro commerciale Old Capitol Mall, nel centro di Iowa City.
Mediacom, la locale società di televisione via cavo, fornisce sette canali ad accesso pubblico in Iowa City: City Channel 4, Infovision (canale 5), l'Iowa City Public Library Channel (canale 10), Kirkwood Television Services (canale 11), University of Iowa Television (canale 17), Public Access Television (canale 18) e l'Iowa City Community School District, canale 21.
Due quotidiani sono pubblicati in Iowa City. L'Iowa City Press-Citizen, di proprietà della Gannett Company, si pubblica sette giorni la settimana con una edizione domenicale che viene distribuita con allegato The Des Moines Register sempre della Gannett.
L'Iowan Daily, un giornale indipendente con sede presso l'University of Iowa, si pubblica dal lunedì al venerdì, durante l'anno accademico. Il quotidiano The Gazette di Cedar Rapids ha una redazione locale a Iowa City.

## Infrastrutture e trasporti
Iowa City dispone di un aeroporto per l'aviazione generale - l'Iowa City Municipal Airport - sul lato sud della città. L'aeroporto più vicino con servizio passeggeri è The Eastern Iowa Airport di Cedar Rapids, circa 20 miglia a nord-ovest (strada Interstate 380).
La Interstate 80 () corre da est a ovest lungo il bordo nord di Iowa City. La US Highway 218 () e la Iowa Highway 27 (parte della Avenue of the Saints) sono collegate con una superstrada a ovest ed evitano di attraversare Iowa City. La US Highway 6 () e la Iowa Highway 1 () passano attraverso la città.
Iowa City è servita per il trasporto merci dalla Iowa Interstate Railroad e dal Cedar Rapids and Iowa City Railway (CRANDIC).
La storica stazione ferroviaria (Iowa City Depot), mostrata nella foto, ora è sede di uffici commerciali.
Iowa City Transit, Coralville Transit e il Cambus dell'University of Iowa mettono a disposizione mezzi pubblici di trasporto.